# Tarquinia Molza
Tarquinia Molza (1 de novembre de 1542 – 8 d'agost de 1617) fou una cantant, poeta, directora, compositora i filòsofa italiana, considerada una gran virtuosa. Es va implicar en el famós Concerto delle donne, tot i que no se sap si hi va cantar o hi va prestar el seu consell i orientació. També tocava la viola bastarda.
Molza va néixer a Mòdena, i era neta del poeta Francesco Maria Molza i filla de Camillus i Isabella Colombi. El seu pare va considerar que havia de tenir la mateixa educació que els seus germans, així que aprengué grec, llatí, hebreu i filosofia fins als 16 anys. Va estudiar amb el científic John Politiano, amb el poeta Francis Patrizio, i va aprendre astronomia del matemàtic Antony Guarini. Es va casar amb Paolo Porrino el 1560, el qual li va donar suport per tornar a l'escola, on va estudiar amb Francesco Patrizi. El 1579 era vídua.
En els anys següents va estimular, assessorar i potser formar part del Concerto delle donne, agrupació integrada per Laura Peverara, Anna Guarini, Livia d'Arco i ella mateixa, un dels conjunts musicals més innovadors de l'època basats en veus solistes que s'acompanyaven d'instruments diferentsː llaüt, viola da gamba i arpa.
Després, l'any 1583 fou contractada a Ferrara, on visqué, amb el càrrec oficial de dama de companyia de la duquessa Margarida Gonzaga, on era intèrpret, directora i compositora de renom. Molza va ser acomiadada el 1589 i va tornar a Màntua, acusada de tenir un afer amb el compositor flamenc Giaches de Wert. La noblesa menor (tal com es consideraven les dames de companyia de la duquessa) no es podien involucrar amb membres de la classe servent (com compositors menors, com Wert era considerat).
Molza va rebre la ciutadania romana l'any 1600, i fou l'única dona a tenir-la. El decret deia que "tot i que el Senat mai no ha acceptat dones com a ciutadanes [es resol que] Tarquinia Molza de Mòdena sigui nomenada a les files dels ciutadans més nobles amb el títol d'Unica, mai atorgat abans a ningú, en reconeixement de les seves virtuts i mèrits singulars."
A nivell literari, Molza va escriure poesia en llatí i en dialecte toscà, i també va escriure assajos. Se li van dedicar moltes obres artístiques; Francesco Patrizi va escriure sobre ella com a cantant en el tractat L'amorosa filosofia. Així, potser va ser la primera cantant a tenir una biografia publicada sobre ella (Opuscoli inediti di Tarquinia Molza modenese de D. Vandelli). El seu nom també apareix a l'Heritage Floor, de l'obra The Dinner Party de Judy Chicago.